# Католицизм в Сальвадоре

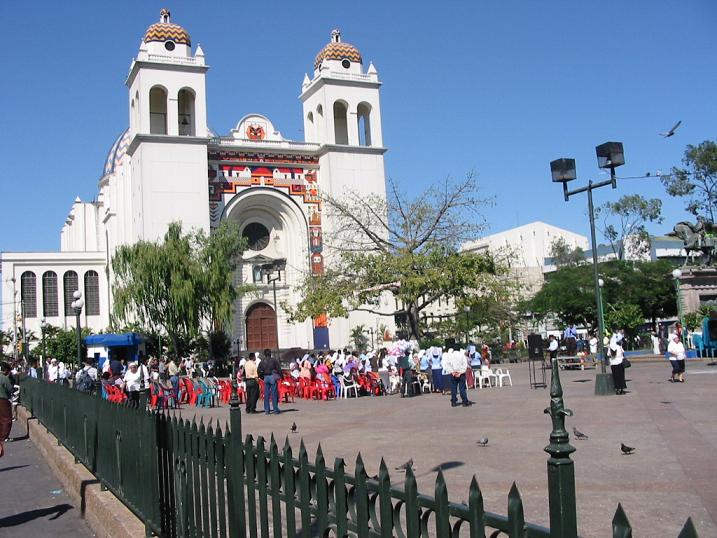
Собор Сан-Сальвадора

Католицизм в Сальвадоре. Католическая церковь Сальвадора является частью всемирной Католической церкви. Численность католиков в Сальвадоре составляет около 5 миллионов 593 тысяч человек (79,9 % от общей численности населения) по данным Католической энциклопедии; 5 миллионов 436 тысяч человек (76 %) по данным сайта Catholic Hierarchy. Согласно исследованиям Института общественного мнения при Центральноамериканском университете, проведённых им в мае 2013 года католиками назвали себя 51 % населения республики.

## История

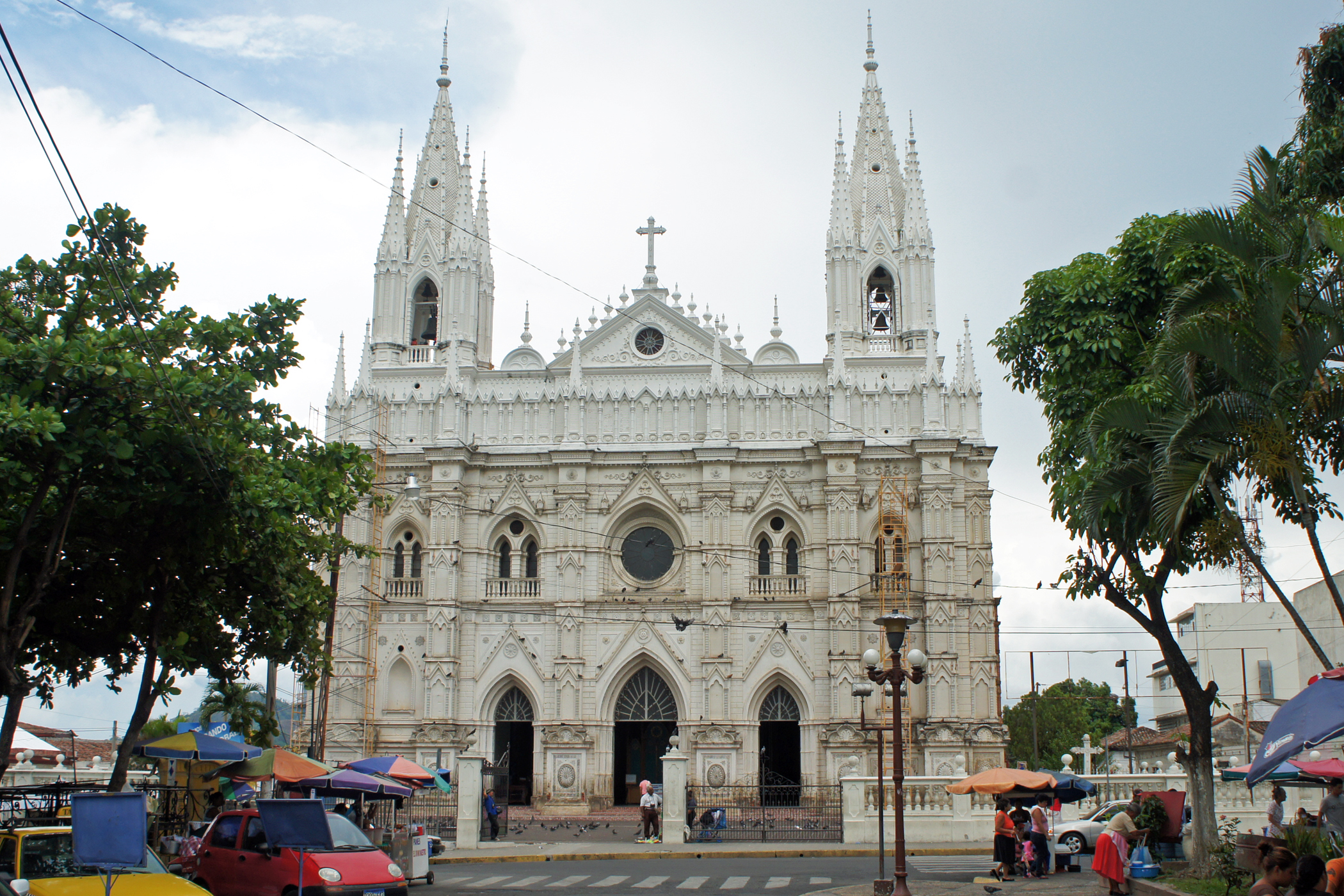
Собор епархии Санта-Ана

В 1525 году конкистадор Педро де Альварадо основал город Сан-Сальвадор («Св. Спаситель»). Через несколько лет испанцы закрепились в регионе, тогда же начала свою деятельность католическая миссия. С 1560 по 1821 территория страны входила в состав генерал-капитанства Гватемала.
Католический священник Хосе Матиас Дельгадо был лидером национально-освободительного движения в Сальвадоре и почитается «отцом сальвадорской нации». Он сыграл видную роль в движении, которое привело к образованию независимых Соединённых провинций Центральной Америки. В то же время назначение гражданскими властями в 1824 году Хосе Дельгадо первым епископом Сан-Сальвадора, без получения одобрения со стороны церкви, привело к конфликту с официальными католическими структурами, в первую очередь с архиепископом Гватемалы, которые отказались утвердить его назначение.
В 1841 году Сальвадор был провозглашён независимым государством. 28 сентября 1842 года было официально провозглашено создание епархии Сан-Сальвадора, первым её официально признанным епископом стал Хорхе де Витери-и-Унго.
История Сальвадора в XIX веке насыщена многочисленными государственными переворотами, связанными с непрерывной борьбой между консерваторами и либералами, а также войнами, связанными с попытками восстановить федерацию республик Центральной Америки. Положение Католической церкви в стране часто менялось после очередной смены власти.
В 1913 году епархия Сан-Сальвадора получила статус архиепархии-митрополии, ей были подчинены вновь образованные епархии Сан-Мигеля и Санта-Аны.
В 1938—1977 годах архиепархией Сан-Сальвадора управлял епископ Луис Чавес-и-Гонсалес. Он создал семинарию для подготовки священнослужителей, инициировал создание Конференции католических епископов Центральной Америки, принял активное участие в работе Второго Ватиканского собора. При нём были проведены важнейшие реформы в социальной деятельности Католической церкви, появилась Христианско-демократическая партия и ряд христианских общественных движений. В 1938 году была создана независимая Апостольская нунциатура в Сальвадоре.

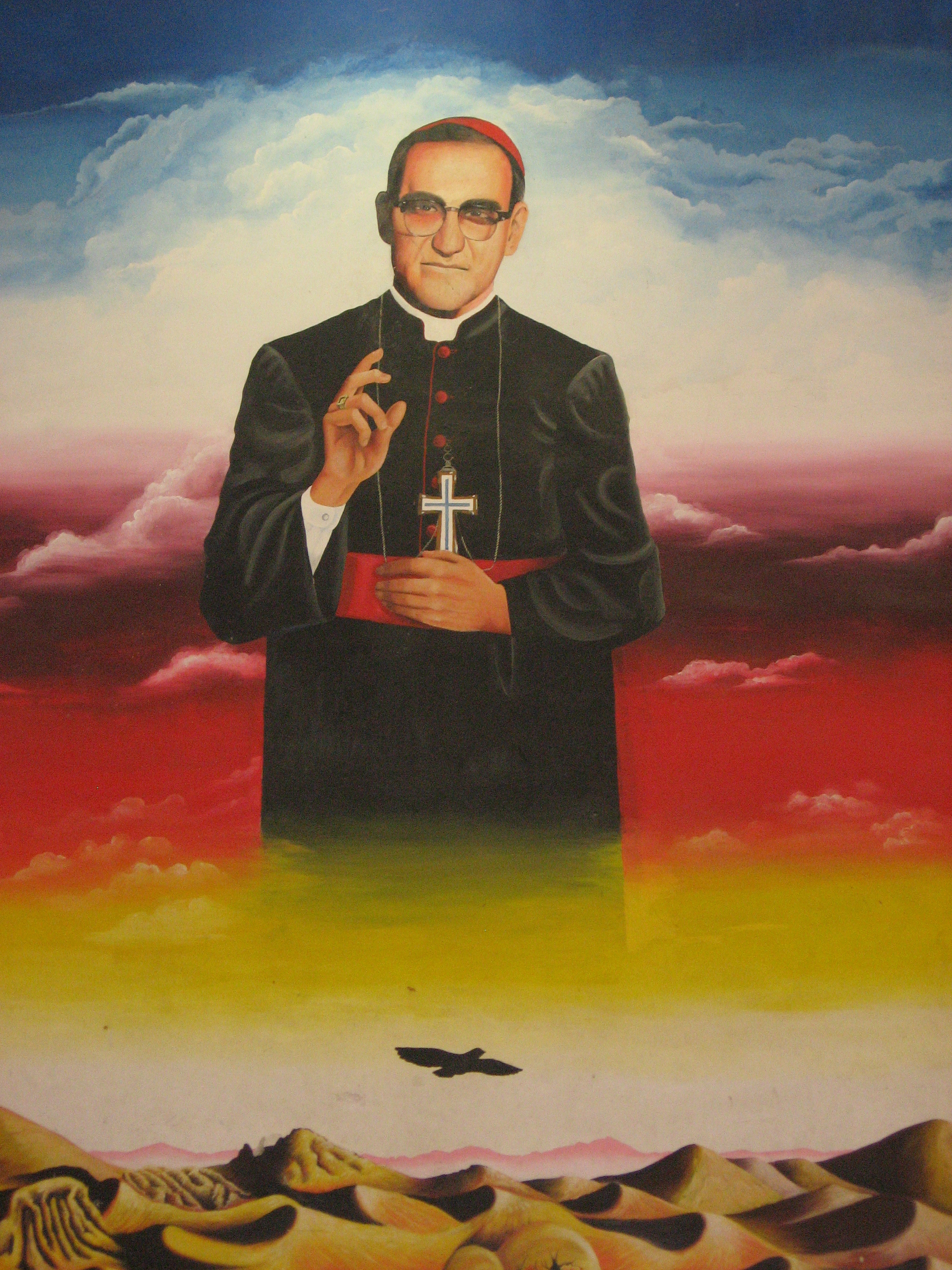
Архиепископ Оскар Ромеро, убитый боевиками

Преемником Луиса Чавеса-и-Гонсалеса на посту архиепископа стал Оскар Арнульфо Ромеро. В 1979 году после очередной серии военных переворотов в стране началась гражданская война. Католические священники, многие из которых поддерживали левые силы и выступали против эскалации насилия, стали объектом для охоты со стороны эскадронов смерти. Шесть священников были убиты, более 50 подверглись нападениям. 24 марта 1980 года, во время богослужения в часовне больницы, ультраправые боевики застрелили архиепископа Оскара Арнульфа Ромеро, беатифицированного в 2015 году.
В дальнейшем репрессии против Католической церкви в Сальвадоре постепенно уменьшились. В 1993 году официально завершилась гражданская война. Во второй половине XX века было основано ещё пять епархий, все они были подчинены архиепархии Сан-Сальвадора. В 1958 году создана независимая Конференция католических епископов Сальвадора.
Папа Иоанн Павел II посещал Сальвадор дважды, в 1983 и 1996 годах.

## Современное состояние
Конституция Сальвадора признаёт за Католической церковью особый правовой статус. В стране служат 534 епархиальных священника, 231 монах-священник, действуют 420 приходов. Для военнослужащих-католиков создан военный ординариат. Организационно приходы объединены в архиепархию-митрополию Сан-Сальвадора, которой подчинены семь епархий: епархия Сакатеколуки, епархия Сан-Висенте, епархия Сан-Мигеля, епархия Санта-Аны, епархия Сантьяго-де-Марии, епархия Сонсонате и Епархия Чалатенанго.